# 大學修學能力試驗
大學修學能力試驗（：／），簡稱修能（수능）、大修能（대수능）、CSAT、CAT，又稱韓國學測或韓國聯考，是韓國的全國性學業水準測試，對當地學生的大學入學至為關鍵。修能考試由韓國教育課程評價院管理及舉行，在大學入學前一年的11月中的第三个星期四進行，以一日完成，例如2019學年度的考試在2018年11月15日進行。

## 性質和目的
根據韓國教育課程評價院，大學修學能力試驗有下列性質及目標：
- 通過測試大學教育必要的學業能力，確保學位選擇的公正性與客觀性
- 以符合高中教育課程的內容及水準，促進高中學校教育的標準化發展
- 通過針對各個學科的特徵進行基於可靠度及有效度的考核，為大學入學提供公正性與客觀性並重的採樣數據

## 沿革
修能考試作為韓國的現行大學入學試制度，在1991年公佈，並在1994學年度（1993年舉行）首次進行。考試當局在1994學年度舉行了共兩次考試，隨後自1995學年度（1994年舉行）起每一學年度舉行一次考試。自1997學年度（1996年舉行）起，韓國各國立大學一律廢除了各自的大學入學試，學生生活記錄簿（包括校內成績）、修能考試成績、小論文、面試及實用技能證明等成為它們取錄學生的標準。
在2001學年度（2000年舉行），考試增設第二外國語部分。
在2005學年度（2004年舉行），考試在第二外國語部分增設阿拉伯語科目，同年發生以手機為媒介的大規模作弊事件，促使當局在翌年加強有關規管。
在2011學年度（2010年舉行）考試，為遏止應試補習教育的優勢及促進教育機會均等，七成考題取材自韓國教育廣播公社的教材（該台有為修能考試專設的頻道）。
在2014學年度（2013年舉行），考試在第二外國語部分增設越南語科目。同年，在國語、數學和英語考試增設「A型」卷及「B型」卷，考生須二選一作答，引起大量考生不滿。
在2015學年度（2014年舉行），英語考試的分卷政策被廢除。
在2017學年度（2016年舉行），國語考試的分卷政策被廢除，同時數學考試的分卷政策從「A型」（文科）卷和「B型」（理科）卷改為「Ga型」（理科）卷和「Na型」（文科）卷。同年，韓國史自社會探究部分獨立成科，成為必答部分；第二外國語部分的基礎越南語改為越南語I；職業探究部分從5科選1科作答改為從10科選2科作答。
在2022學年度（2021年舉行），允許應考探究部分的考生在社會部分和科學部分各挑選一個科目作答，但依然不允許職業探究和其他兩個部分同時應考。

## 考試內容

### 考試部分及科目
修能考試由六大部分組成，分別是：國語（韓語）、數學、英語、韓國史、探究（社會、科學、職業探究）、第二外國語／漢文。考生必須作答韓國史部分，其餘部分皆為選答，但考生一般都會作答除第二外語／漢文外的其餘五個部分。在數學部分，考生須從較難的「Ga型」（理科）卷及較淺的「Na型」（文科）卷中擇一作答。探究部分由社會、科學與職業探究三個部分組成，每一部分下設有四至五個領域，每一領域下設有兩至三個科目；應考探究部分的考生可從三個部分中選擇其中之一，再從該部分挑選兩個科目作答；也可從社會和科學各選擇一個科目作答；只有從職業高中畢業的考生才可以選擇職業探究部分。在第二外國語／漢文部分，考生只須選答其中一個科目。

#### 數學部分卷型
- 「Ga型」（가형）卷：微積分II、幾何與向量、概率及統計
- 「Na型」（나형）卷：數學II、微積分I、概率及統計

#### 探究部分科目列表[2]
| 部分     | 領域     | 科目             |
| -------- | -------- | ---------------- |
| 社會探究 | 倫理     | 生活與倫理       |
| 社會探究 | 倫理     | 倫理與思想       |
| 社會探究 | 地理     | 韓國地理         |
| 社會探究 | 地理     | 世界地理         |
| 社會探究 | 歷史     | 東亞史           |
| 社會探究 | 歷史     | 世界史           |
| 社會探究 | 社會研究 | 法律與政治       |
| 社會探究 | 社會研究 | 經濟             |
| 社會探究 | 社會研究 | 社會與文化       |
| 科學探究 | 物理     | 物理I            |
| 科學探究 | 物理     | 物理II           |
| 科學探究 | 化學     | 化學I            |
| 科學探究 | 化學     | 化學II           |
| 科學探究 | 生物     | 生物I            |
| 科學探究 | 生物     | 生物II           |
| 科學探究 | 地球科學 | 地球科學I        |
| 科學探究 | 地球科學 | 地球科學II       |
| 職業探究 | 農業科學 | 農業理解         |
| 職業探究 | 農業科學 | 基礎農業技術     |
| 職業探究 | 工業     | 工業一般         |
| 職業探究 | 工業     | 基礎製圖         |
| 職業探究 | 商業     | 商業經濟         |
| 職業探究 | 商業     | 會計原理         |
| 職業探究 | 海洋學   | 海洋理解         |
| 職業探究 | 海洋學   | 漁業及船運業基礎 |
| 職業探究 | 家政     | 人類發展         |
| 職業探究 | 家政     | 服務業理解       |

#### 第二外國語／漢文科目列表
- 德語I
- 法語I
- 西班牙語I
- 漢語I
- 日語I
- 俄語I
- 阿拉伯語I
- 越南語I
- 漢文I（漢字及漢文經典）

第二外國語／漢文部分中，目前最為熱門的科目為阿拉伯語。在2018學年度（2017年舉行），有66,304名考生應考阿拉伯語，佔此部分應考人數的71.4%。

### 試卷及答卷形式
修能考試的每科試卷有20至45題試題，每題各自成題，不設分題。除了數學科的短問答題部分外，其餘所有考試題目皆為多項選擇題。因此，所有科目皆以OMR答題卡為答卷，答案以試場人員提供的黑色「電腦筆」（麥克筆）填寫，可以用白色塗改帶修正。
數學部分分為多項選擇題及短問答題。短問答題的答案必然是三位數內的自然數，因此不會出現負數、虛數、平方根等非自然數的答案；作答方式是在每題填答三個不同數位的欄目，如答案無某數位則留空該數位的欄目，例如答案為「25」，考生應在百位數一欄留空，十位數一欄填「2」，個位數一欄填「5」。唯獨在2005學年度（2004年舉行）考試，短問答題改為證明題，答案須寫在答題紙上。
英文部分設有聆聽考試。從前，聆聽考試錄音在軍方監察下以FM電台廣播傳送到各試場，並且在各試場進行全校廣播；現在，為免廣播事故發生，錄音改以CD光碟為載體，發送到各試場進行全校廣播。如果錄音音量或音質出錯，部分考場或暫停考試。
在社會、科學、職業探究部分，由於需要同時應考兩份試卷，考生須按照印在試卷上的序號先後作答，而且會在考試中途收集答卷。

## 考試過程

### 考試管理當局
韓國教育課程評價院負責制定、印刷、分發及批改試卷；各市、道教育廳負責各考試區域的監管，如處理報考申請表、儲存及運輸的試卷和試場管理。

### 報考資格及方式
報考考生須符合下列資格之一：
- 應屆的韓國高中預定畢業生
- 韓國高中畢業生及「高等學校畢業學力檢定考試」合格者
- 在韓國擁有與高中畢業學歷同等或以上的學力認可的人士
- 在軍事分界線以北地區（北韓）接受過至少12年教育的人士
- 在外國擁有受認可的相當於高中畢業學歷的人士

在報考申請方面，預定畢業生須向就讀學校呈交，畢業生須向畢業學校呈交，其餘合資格人士須向現居住地的有關指定機構呈交；不接受郵寄申請。在申請中，報考者須選擇應考部分及科目，在准考證發出後不得更改。在考試費方面，報考3個部分或以下需37,000韓圓，報考4個部分需42,000韓圓，報考全部5個部分需47,000韓圓。

### 試卷製作及管理
修能考試的試卷製作在考試日前一個月進行，整個過程對外保密。

#### 出題委員的選拔
考試日前一個月，考試當局（韓國教育課程評價院）在其人力資源庫中的自願註冊人士中進行選拔，從韓國各地嚴選高中教師、大學教授約300人負責擬定試題。被選中人士在收到通知後，必須連同當局發配的身份證明書加入出題委員會。當局也會就高中教師和大學教授的比例作平衡。由於以前曾有大多數出題委員都是首爾大學畢業人士的情況，當局自2005年起規定「特定院校畢業者不得佔委員人數過半數」。

#### 出題地點
為隱藏出題地點，出題委員和保全人員、餐廳從業員、醫生等相關人士必須被安置在遠離民居的秘密宿舍。秘密宿舍以正在建設中的建築物為偽裝，警備由警察負責，一切對外通訊手段（如網路）由國家情報院截斷；垃圾在考試日前一直積存在宿舍內，在考試日後才進行處理，唯獨某些廚餘在必要情況下會被運走棄置。因此，出題地點與世隔絕，除有關人員外無人能夠知曉其所在。

#### 出題過程
在一個月期間，試題擬定本身在首兩個星期左右便要完成：試題一般在5至7日內完成草擬，隨後一週至一週半的時間則進行檢討和調整。出題委員需要閱讀所有坊間出售的參考書，如果草擬的試題與坊間參考書的試題有所重複，該草擬的試題必須刪除；他們也需要時常參照教育課程的說明書，以免試題內容超出高中課程範圍。而且，出題委員必須基於「避免過多非選題」、「應考核考生的能力而非作答速度」、「試題內容須具教育價值」等諸多原則，對試卷內容進行更改、刪節及再出題。另外，為了統一各科目的難度，各科目的出題委員必須聚首一堂，進行商議、討論。因此，在完成檢討過程後，草案中的試題多半所餘無幾。完成試題擬定後，餘下兩個星期則進行試卷印刷及聘請外國人配音員為英語聆聽考試錄音，負責這兩項工作的人員都需要留在秘密宿舍中。所有相關人員在修能考試的最後部分（第二外國語／漢文）開始後，方可離開宿舍。

#### 出題委員的待遇
出題委員的酬金相當優裕，每人日薪為約30萬韓圓，出題過程一個月的總薪金為約1000萬韓圓，另外還能享用高級酒店級數的膳食。但是，出題委員必須在與世隔絕的情況下，在短時間內完成試卷，為此必須就試題深思熟慮、反覆磋商及斟酌；而且，如果有試題在開考後因其錯誤而受投訴，出題者必須為出題疏忽負責，以一張A4紙的檢討書，說明受投訴試題的出題原意和該試題參考的學術書籍及論文。因此，出題委員時常承受極大精神壓力，甚至有出題委員在出題期間因心臟病發死亡的事例。

#### 試卷分發
試卷和答題卡在完成印刷後，在考試日前三天由警察送到各考試區域，在考試當日的凌晨2時送到各試場；負責運輸試卷到試場的人員也需要留在秘密宿舍中一日。

### 試場管理
2018年考試共有考試區域85個。試場一般為中學課室，每個試場最多容納考生28名；每個試場設管理人員2名（除第4時間段需要3名管理人員，以便收發試卷），由國中及高中老師擔任，人選由試場所屬學校的管理者（校長）決定。

### 考試時間表[1]
| 時間段                                                                                 | 部分                                                      | 考試時間                                                  | 每題分數                                                  | 滿分                                                      | 題目總數                                                  | 備註                                                                   |
| -------------------------------------------------------------------------------------- | --------------------------------------------------------- | --------------------------------------------------------- | --------------------------------------------------------- | --------------------------------------------------------- | --------------------------------------------------------- | ---------------------------------------------------------------------- |
| 考生須在當日08：10前進入考場或等候區。除國語考試外，考生須在考試開始前10分鐘進入考場。 |                                                           |                                                           |                                                           |                                                           |                                                           |                                                                        |
| 1                                                                                      | 國語（韓語）                                              | 08：40－10：00（80分鐘）                                  | 2分、3分                                                  | 100分                                                     | 45題                                                      |                                                                        |
| 休息時間：10：00－10：20（20分鐘）                                                     |                                                           |                                                           |                                                           |                                                           |                                                           |                                                                        |
| 2                                                                                      | 數學                                                      | 10：30－12：10（100分鐘）                                 | 2分、3分、4分                                             | 100分                                                     | 30題                                                      | - 從「Ga型」卷及「Na型」卷中擇一作答 - 三成題目（9題）是短問答題       |
| 午膳時間：12：10－13：00（50分鐘）                                                     |                                                           |                                                           |                                                           |                                                           |                                                           |                                                                        |
| 3                                                                                      | 英語                                                      | 13：10－14：20（70分鐘）                                  | 2分、3分                                                  | 100分                                                     | 45題                                                      | - 首25分鐘是聆聽考試部分，有17題                                       |
| 休息時間：14：20－14：40（20分鐘）                                                     |                                                           |                                                           |                                                           |                                                           |                                                           |                                                                        |
| 4                                                                                      | 韓國史及社會、科學、職業探究：14：50－16：32（共102分鐘） | 韓國史及社會、科學、職業探究：14：50－16：32（共102分鐘） | 韓國史及社會、科學、職業探究：14：50－16：32（共102分鐘） | 韓國史及社會、科學、職業探究：14：50－16：32（共102分鐘） | 韓國史及社會、科學、職業探究：14：50－16：32（共102分鐘） | 韓國史及社會、科學、職業探究：14：50－16：32（共102分鐘）              |
| 4                                                                                      | 韓國史                                                    | 14：50－15：20（30分鐘）                                  | 2分、3分                                                  | 50分                                                      | 20題                                                      | - 必須應考                                                             |
| 4                                                                                      | 收集韓國史試卷及派發探究部分試卷                          | 15：20－15：35（15分鐘）                                  | ／                                                        | ／                                                        | ／                                                        | - 不應考探究科目的考生在此時段離開考場                                 |
| 4                                                                                      | 第一科探究科目                                            | 15：35－16：05（30分鐘）                                  | 2分、3分                                                  | 50分                                                      | 20題                                                      | - 考生須按照印在試卷上的序號先後作答兩個科目的試卷 - 答卷收集需時2分鐘 |
| 4                                                                                      | 收集第一探究科目試卷                                      | 16：05－16：07（2分鐘）                                   | ／                                                        | ／                                                        | ／                                                        | - 考生須按照印在試卷上的序號先後作答兩個科目的試卷 - 答卷收集需時2分鐘 |
| 4                                                                                      | 第二科探究科目                                            | 16：07－16：37（30分鐘）                                  | 2分、3分                                                  | 50分                                                      | 20題                                                      | - 考生須按照印在試卷上的序號先後作答兩個科目的試卷 - 答卷收集需時2分鐘 |
| 休息時間：16：32－16：50（18分鐘）                                                     |                                                           |                                                           |                                                           |                                                           |                                                           |                                                                        |
| 5                                                                                      | 第二外國語／漢文                                          | 17：05－17：45（40分鐘）                                  | 1分、2分                                                  | 50分                                                      | 30題                                                      | - 不設聆聽考試                                                         |

### 成績發佈
考試完結後一個月，考生將得知其考試成績，同時各大學也會收到有關資料。

## 模擬試及預備試

### 大學修學能力試驗模擬評價
大學修學能力試驗模擬評價是修能考試的模擬試，同為韓國教育課程評價院主辦，修能考試的應年考生均可報考。模擬評價在2002年首次舉行，從2004年起每年進行兩次（考試當年的6月、9月）。出題範圍方面，6月模擬評價的國語科和英語科與正式考試相同，其餘部分約為正式考試的二分之三；9月模擬試的出題範圍則與正式考試無異。
修能模擬評價的考試形式與正式考試相同，其考試內容可作該年正式考試的難度、題型和答法的參考。

### 大學修學能力試驗預備評價
大學修學能力試驗預備評價是修能考試的預備試，同為韓國教育課程評價院主辦，面向高中二年級生，考試形式與正式考試相同。

### 全國聯合學力評價
全國聯合學力評價是一種類似修能考試的模擬試，始於2002年，面向所有高中學生，考試形式與修能考試相若。首爾特別市教育廳、釜山廣域市教育廳、京畿道教育廳及仁川廣域市教育廳輪流負責製作試題，韓國教育課程評價院負責批改試卷及公佈成績。一般而言，全國聯合學力評價每年舉行四次：高一、高二生的考試在三月、六月、九月、十一月舉行，高三生的考試在三月、四月、七月、十月舉行。

## 考生數目
- 1993年至1997年

| 舉行年份 | 1993 （第一次） | 1993 （第二次） | 1994    | 1995    | 1996    | 1997    |
| -------- | --------------- | --------------- | ------- | ------- | ------- | ------- |
| 報考人數 | 742,668         | 750,181         | 781,749 | 840,661 | 824,368 | 885,321 |
| 應考人數 | 716,326         | 726,634         | 757,488 | 809,867 | 795,338 | 854,272 |

- 1998年至2003年

| 舉行年份 | 1998    | 1999    | 2000    | 2001    | 2002    | 2003    |
| -------- | ------- | ------- | ------- | ------- | ------- | ------- |
| 報考人數 | 868,643 | 896,122 | 872,297 | 739,129 | 675,759 | 673,585 |
| 應考人數 | 832,223 | 868,366 | 850,305 | 718,441 | 655,384 | 642,583 |

- 2004年至2015年

| 舉行年份 | 2004    | 2005    | 2006    | 2007    | 2008    | 2009    | 2010    | 2011    | 2012    | 2013    | 2014    | 2015    |
| -------- | ------- | ------- | ------- | ------- | ------- | ------- | ------- | ------- | ------- | ------- | ------- | ------- |
| 報考人數 | 610,257 | 593,806 | 588,899 | 584,934 | 588,839 | 677,834 | 712,227 | 693,634 | 668,527 | 650,747 | 640,619 | 631,184 |
| 應考人數 | 574,218 | 554,345 | 551,884 | 550,588 | 559,475 | 638,216 | 668,991 | 648,946 | 620,723 | 606,813 | 594,617 | 585,332 |

- 2016年至2020年

| 舉行年份 | 2016    | 2017    | 2018    | 2019 | 2020 |
| -------- | ------- | ------- | ------- | ---- | ---- |
| 報考人數 | 605,988 | 593,527 | 594,924 |      |      |
| 應考人數 | 552,297 | 531,327 | 530,220 |      |      |

另外，修能考試中學校考生對自修生的比例約為4：1。

## 考試當日相關措施
为了确保考生能准时到达目的地，韓國當地的股票市场會推遲一小时開市，公共汽车和地铁也會投入更多運力，警车也會為学生保駕護航。

## 外部連結
- 韓國教育課程評價院(KICE) （页面存档备份，存于）（韓語）
- 韓國教育課程評價院(KICE)[永久]（英語）
- 大學修學能力試驗 （页面存档备份，存于）（韓語）